# Монсе (Верхняя Сона)
Монсе́ (фр. Montcey) — коммуна во Франции, находится в регионе Франш-Конте. Департамент — Верхняя Сона. Входит в состав кантона Везуль-Эст. Округ коммуны — Везуль.
Код INSEE коммуны — 70358.

## География
Коммуна расположена приблизительно в 320 км к юго-востоку от Парижа, в 50 км севернее Безансона, в 8 км к северо-востоку от Везуля.

## Население
Население коммуны на 2010 год составляло 223 человека.
| 1962 | 1968 | 1975 | 1982 | 1990 | 1999 | 2010 |
| ---- | ---- | ---- | ---- | ---- | ---- | ---- |
| 133  | 136  | 168  | 179  | 212  | 222  | 223  |

## Экономика

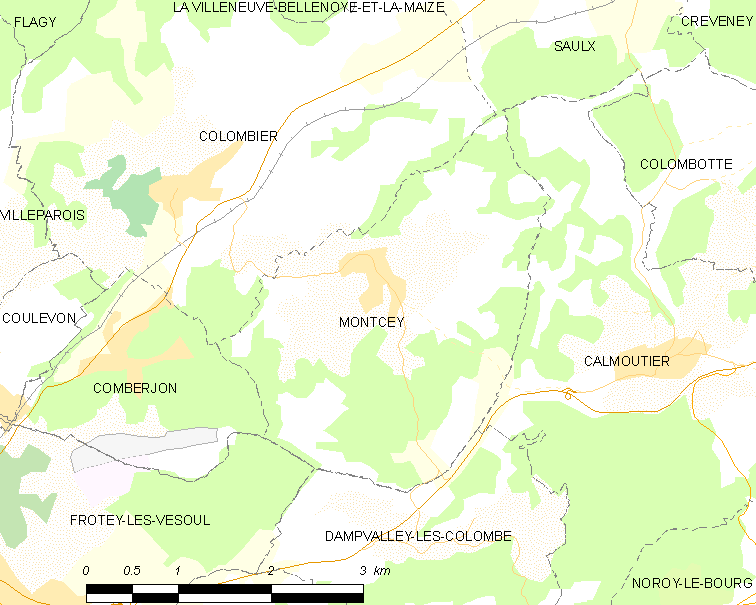
Карта коммуны

В 2010 году среди 150 человек трудоспособного возраста (15—64 лет) 114 были экономически активными, 36 — неактивными (показатель активности — 76,0 %, в 1999 году было 73,2 %). Из 114 активных жителей работали 109 человек (62 мужчины и 47 женщин), безработных было 5 (3 мужчин и 2 женщины). Среди 36 неактивных 11 человек были учениками или студентами, 16 — пенсионерами, 9 были неактивными по другим причинам.